# Ceresium lanuginosum
Ceresium lanuginosum är en skalbaggsart som beskrevs av Schaufuß 1864. Ceresium lanuginosum ingår i släktet Ceresium och familjen långhorningar. Inga underarter finns listade i Catalogue of Life.